# Владычины
Владычины (Владычены) —  древний русский дворянский род.
Раненбургский помещик, отставной майор Никанор Семёнович Владычин внесён (22.08.1824) в VI часть дворянской родословной книги Рязанской губернии.

## История рода
В Каширском уезде служили: Михаил Иванович по выбору (1556), Михаил и Семён Матвеевичи по дворовому списку (1559), Василий Фёдорович сын боярский (1559), Иван Елисеевич по дворовому списку (1599).
Родоначальник их, Остафий Захарович Владычин, жалован поместьями в Каширском и Владимирском уездах. (1614). Его сын, Исай Остафьевич, служил (1627) в городовых дворянах по Кашире и за многолетнюю службу получил вотчины в Каширском уезде (1667). Андрей Ермолаевич каширский городовой дворянин (1627).  Евсевий Васильевич и Игнатий Исаевич в конце XVII в. служили жильцами и начальными людьми рейтарского строя.
Трое представителей рода владели населёнными имениями (1699).

## Описание герба
Герб Владычиных помещён во II ч. Общего Гербовника на стр. 99 и имеет следующее описание: «Щит разделён на четыре части, из коих в первой и четвёртой части в голубом поле изображены крестообразно две серебряные стрелы, летящие вверх сквозь золотую дворянскую корону. Во второй и третьей части в золотом поле чёрный одноглавый орёл с распростёртыми крыльями. Щит увенчан обыкновенным дворянским шлемом с дворянской на нем короной, на поверхности которой сидит чёрный орёл, держащий во рту зелёный венок. Намёт на щите с правой стороны красный, подложен золотом, а с левой — золотой, подложенный голубым».